# Pteronisis incerta
Pteronisis incerta is een zachte koraalsoort uit de familie Isididae. De koraalsoort komt uit het geslacht Pteronisis. Pteronisis incerta werd in 1998 voor het eerst wetenschappelijk beschreven door Alderslade. 